# ブロンソン (映画)
『ブロンソン』（Bronson）は、ニコラス・ウィンディング・レフン監督、トム・ハーディ主演による2008年のイギリスの伝記・犯罪映画である。イギリスの服役囚であるチャールズ・ブロンソン（本名：マイケル・ピーターソン）を描いている。なお「チャールズ・ブロンソン」の名は同名の有名俳優に因んでボクサー時代に付けられたリングネームであり、本人はその有名俳優の分身であると主張している。
日本では劇場未公開だが、レフン監督の『ドライヴ』とハーディ出演の『ダークナイト ライジング』のヒットにより、2012年12月5日にDVDが発売された。また、WOWOWでも放送された。

## ストーリー
子供の頃から、ただ「有名になりたかった」マイケル・ピーターソンは郵便局を襲って懲役7年の刑を宣告される。収監されたマイケルはひたすら反抗的な態度で意図不明の暴力を繰り返し、刑務所をたらい回しにされる。結局、服役期間は26年に及ぶ。出所したマイケルはかつての刑務所仲間で今はナイトクラブを経営しているポールと出会い、アンダーグラウンドのボクサー「チャールズ・ブロンソン」となる。しかし、恋人と思っていた女が別の男を愛していると知り、彼女を振り向かせるために宝石強盗を働いて指輪を贈るが、結局ふられる。マイケルは逮捕され、わずか69日間で再び収監されることになる。以前と同じく、刑務所内で意図不明の暴力を繰り返すマイケルだったが、刑務所の美術教師ダニエルソンに絵の才能を認められる。しかし、ダニエルソンのマイケルを理解しているかのような言動に腹を立てたマイケルはダニエルソンを人質に立てこもる。ところが、特に要求があるわけではないマイケルは突入した刑務官らと殴り合うだけ殴り合って制圧される。
「チャールズ・ブロンソン」ことマイケル・ピーターソンはイギリスで最も有名な囚人であり、34年の刑務所生活のうち、30年を独房で過ごし、いまだに服役中である。

## キャスト
- マイケル・ピーターソン（チャールズ・ブロンソン（英語版）） - トム・ハーディ
- ポール・ダニエルズ - マット・キング（英語版）： ナイトクラブのオーナー。
- フィル・ダニエルソン - ジェームズ・ランス（英語版）： 刑務所の美術教師。
- マイケルの母 - アマンダ・バートン（英語版）
- アイリーン・ピーターソン - ケリー・アダムス（英語版）： マイケルの妻。

## 製作
映画に出演するにあたり、ハーディは服役中のチャールズ・ブロンソン本人と電話で会話し、また対面した。撮影はセントアンズ周辺のシャーウッド、ワークソップ、ノッティンガムとノッティンガムシアのウェルバック・アビー地域の内外で行われた。

## 評価

### 興行収入
イギリスでは2009年3月20日に劇場公開され、22日までの3日間で27万6072ポンドを売り上げた。北アメリカでは2009年10月9日に公開され、累計で10万4979ドルを売り上げた。

### 批評家の反応
Rotten Tomatoesでは75件のレビューで支持率は77%となっている。一部では「21世紀の『時計じかけのオレンジ』」と評されている。

### 受賞とノミネート
| 賞                           | 部門       | 候補者         | 結果       |
| ---------------------------- | ---------- | -------------- | ---------- |
| 英国インディペンデント映画賞 | 主演男優賞 | トム・ハーディ | 受賞       |
| 英国インディペンデント映画賞 | 製作業績賞 | N/A            | ノミネート |
| ロンドン映画批評家協会賞     | 主演男優賞 | トム・ハーディ | ノミネート |

### 後の作品への影響
主演のトム・ハーディは、本作での演技が後に『ダークナイト ライジング』（2012年）の悪役ベイン役に繋がった。